# Construction automobile aux États-Unis
| Usines d'assemblage d'automobiles aux États-Unis en 2004 : - Cercle : entreprise américaine - Carré : entreprise étrangère - Triangle : Coentreprise |

La construction automobile aux États-Unis a été dominée par les Big Three : General Motors (GM), Ford et Chrysler pendant une bonne partie du XXe siècle. Le rôle important de l'automobile dans la culture américaine s'explique, entre autres, par la disposition urbaine du pays, qui tend à favoriser les banlieues résidentielles au détriment du centre-ville, reliées par différentes routes aux centres commerciaux. Les autres formes de transport de passagers (train, autobus, etc.) ne sont, en comparaison avec l'automobile, que marginales. Ainsi, en 1960, on recensait sur les routes 74 431 800 véhicules dont 61 671 390 voitures particulières et 272 129 autobus, et, en 2008, 255 917 664 véhicules dont 137 079 843 voitures particulières et 843 308 autobus.
Cette industrie était en 2009 au bord de la faillite. Pour survivre face à la compétition internationale, les Big Three ont opéré des changements majeurs dans leurs façons de fonctionner : délocalisation d'usines vers des pays à main d’œuvre moins coûteuse, fusion avec des compétiteurs, ventes de filiales, recours à de la sous-traitance et retraits de segments automobiles.

## Histoire
La Duryea Motor Wagon Company officialisée en septembre 1895 est la première entreprise américaine à construire des automobiles.
En 1903, la France produit 30 204 voitures, soit 48,77 % de la production mondiale, contre 11 235 aux États-Unis. Les rares automobiles d'origine américaine sont la conception des frères Duryea ou encore des frères Aperson. Aux États-Unis, on comptait cinquante marques en 1898 et 291 en 1908.

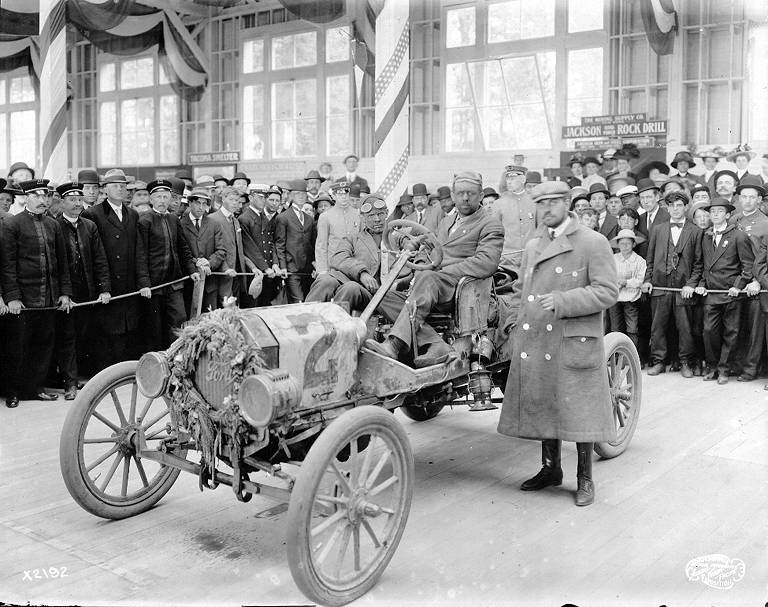
Ford T en 1909 ; l'automobile passe du statut de carrosse motorisé à un produit grand public.

Rapidement, l'automobile s'industrialise. Si la France peut être considérée comme pionnière dans la conception des automobiles, c’est aux États-Unis que celle-ci prend toute son ampleur. L'industrie automobile américaine, à l’image de Ford et de General Motors, connaît une croissance rapide. La standardisation, l'économie de main-d'œuvre et la concentration des entreprises sont autant de facteurs de cette prospérité américaine.
En 1901, un constructeur américain, la « Olds Motor Vehicle Company », vend en trois ans près de 12 500 voitures d'un modèle unique. La Ford T est le premier modèle à bénéficier pleinement de ce système de « travail à la chaîne » fondé sur le taylorisme, ce qui en fait la voiture la plus vendue au monde à l'époque. Il s'agit par ailleurs de la première véritable « voiture populaire », dont l'idée avait déjà été évoquée au début du siècle par De Dion-Bouton avec sa « Populaire » ou encore Jules Salomon avec les automobiles Le Zèbre. Dès lors, les États-Unis dépassent la France en termes de véhicules produits.
Entre 1905 et 1924 l'entreprise Haynes Automobile Company a produit plus de 50 000 voitures voitures.
Alors qu'en 1907, la France et les États-Unis produisaient environ 25 000 voitures, la Grande-Bretagne seulement 2 500 et que les deux-tiers des voitures exportées étaient françaises, le travail à la chaîne démultiplie la production. En 1914, 485 000 voitures dont 250 000 Ford T sont produites aux États-Unis contre 45 000 en France, 34 000 en Grande-Bretagne et 23 000 en Allemagne. Certains spécialistes considèrent que cette fulgurante progression s'explique également par la mentalité américaine, les Américains considérant que le travail leur permet de s'élever socialement. L'automobile suscite toujours plus d'intérêt, notamment depuis le succès de la Ford T.
Plusieurs grands constructeurs américains naissent dans les années 1920-1930 : Chrysler en 1925, Pontiac en 1926, LaSalle en 1927, Plymouth en 1928.
Le grand scandale des tramways américains, impliquant General Motors, la Standard Oil, Firestone Tire et Phillips Petroleum Company, éclata dans les années 1970, pour des faits remontant aux années 1940. On accusa ces sociétés d'avoir, à travers une holding commune, la National City Lines, racheté plus de 100 systèmes de tramway électriques dans 45 villes (dont Détroit, New York, Oakland, Philadelphie, Phoenix, St. Louis, Salt Lake City, Tulsa, Baltimore, Minneapolis, et Los Angeles, remplacés par des transports en bus.)
En 1986, le complexe auto-industriel, qui comprend la fabrication, les services et la construction, comptait un employé Américain sur six.
Entre 1990 et 2007, la production nationale aux États-Unis a baissé de 26 %, pour tomber à 3,9 millions de voitures particulières. En 2000, la production sur le sol américain étaient de 12 799 857 véhicules (1er rang mondial) dont 5 542 217 voitures particulières (3e rang mondial) et 7 257 640 véhicules commerciaux (1er rang mondial) et en 2010, les statistiques provisoires de l'Organisation internationale des constructeurs automobiles prévoient une production totale de 7 761 443 véhicules (3e rang mondial) dont 2 731 105 voitures personnels (7e rang mondial) et 5 030 338 véhicules commerciaux (1er rang mondial). Depuis la fin des années 2000, la Chine est le premier producteur automobile au monde.
La zone de l'Alena (États-Unis, Mexique et Canada) est d'ailleurs la seule à avoir vu sa production baisser de 1997 à 2007. Depuis l'arrivée, en 2000, de Rick Wagoner à la tête de GM, le premier constructeur d'automobiles des États-Unis a perdu, en 2009, 86 milliards de dollars, tandis que le titre a perdu plus de 90 % de sa valeur. Wagoner a démissionné fin mars 2009 à la demande de l'administration Obama, dans le cadre des négociations avec le groupe concernant les modalités de sa sortie de crise.

## Chiffres de la production de 1899 à 2000 par constructeurs
| Production de 1899-1901 | Production de 1899-1901 |  | Production de 1901      | Production de 1901 |  | Production de 1902        | Production de 1902  |
| Columbia | 1 500                   |  | Locomobile              | 1 500              |  | Locomobile                | 2 750               |
| Locomobile | 750                     |  | Winton                  | 700                |  | Oldsmobile                | 2 500               |
| Winton | 100                     |  | Oldsmobile              | 425                |  | Rambler                   | 1 500               |
| Packard | 49                      |  | White                   | 193                |  | White                     | 385                 |
| Stanley automobile | 30                      |  | Autocar                 | 140                |  | Knox                      | 250                 |
| Stearns | 20                      |  | Knox                    | 100                |  | Packard                   | 179                 |
| Knox | 15                      |  | Packard                 | 81                 |  | Stanley automobile        | 170                 |
| Oldsmobile | 11                      |  | Stanley automobile      | 80                 |  | Union                     | 60                  |
| Production de 1903 | Production de 1903      |  | Production de 1904      | Production de 1904 |  | Production de 1905        | Production de 1905  |
| Oldsmobile | 4 000                   |  | Oldsmobile              | 5 508              |  | Oldsmobile                | 6 500               |
| Cadillac | 2 497                   |  | Cadillac                | 2 457              |  | Cadillac                  | 3 942               |
| Ford | 1 708                   |  | Rambler                 | 2 342              |  | Rambler                   | 3 807               |
| Pope-Hartford | 1 500                   |  | Ford                    | 1 685              |  | Ford                      | 1 599               |
| Rambler | 1 350                   |  | White                   | 710                |  | Franklin                  | 1 098               |
| Winton | 850                     |  | Stanley automobile      | 550                |  | White                     | 1 015               |
| White | 502                     |  | Franklin                | 400                |  | REO Motor                 | 864                 |
| Knox | 500                     |  | Packard                 | 250                |  | Maxwell                   | 823                 |
| Production de 1906 | Production de 1906      |  | Production de 1907      | Production de 1907 |  | Production de 1908        | Production de 1908  |
| Ford | 8 729                   |  | Ford                    | 14 887             |  | Ford                      | 10 202              |
| Cadillac | 3 559                   |  | Buick                   | 4 641              |  | Buick                     | 8 820               |
| Rambler | 2 765                   |  | REO Motor               | 3 967              |  | Studebaker                | 8 132               |
| REO Motor | 2 458                   |  | Maxwell                 | 3 785              |  | Maxwell                   | 4 455               |
| Maxwell | 2 161                   |  | Rambler                 | 3 201              |  | REO Motor                 | 4 105               |
| Oldsmobile | 1 600                   |  | Cadillac                | 2 884              |  | Rambler                   | 3 597               |
| White | 1 534                   |  | Franklin                | 1 509              |  | Cadillac                  | 2 377               |
| Buick | 1 400                   |  | Packard                 | 1 403              |  | Franklin                  | 1 895               |
| Production de 1909 | Production de 1909      |  | Production de 1910      | Production de 1910 |  | Production de 1911        | Production de 1911  |
| Ford | 17 771                  |  | Ford                    | 32 053             |  | Ford                      | 69 762              |
| Buick | 14 606                  |  | Buick                   | 30 525             |  | Studebaker/EMF            | 26 827              |
| Maxwell | 9 460                   |  | Willys-Overland         | 15 598             |  | Willys-Overland           | 18 745              |
| Studebaker/EMF | 7 960                   |  | Studebaker/EMF          | 15 020             |  | Maxwell                   | 16 000              |
| Cadillac | 7 868                   |  | Cadillac                | 10 039             |  | Buick                     | 13 389              |
| REO Motor | 6 592                   |  | Maxwell                 | 10 000             |  | Cadillac                  | 10 071              |
| Oldsmobile | 6 575                   |  | Brush                   | 10 000             |  | Hudson                    | 6 486               |
| Willys-Overland | 4 907                   |  | REO Motor               | 6 588              |  | Chalmers                  | 6 250               |
| Production de 1912 | Production de 1912      |  | Production de 1913      | Production de 1913 |  | Production de 1914        | Production de 1914  |
| Ford | 78 440                  |  | Ford                    | 168 220            |  | Ford                      | 308 162             |
| Willys-Overland | 28 572                  |  | Willys-Overland         | 37 422             |  | Willys-Overland           | 48 461              |
| Studebaker/EMF | 28 032                  |  | Studebaker              | 31 994             |  | Studebaker                | 35 374              |
| Buick | 19 812                  |  | Buick                   | 26 666             |  | Buick                     | 32 889              |
| Cadillac | 12 708                  |  | Cadillac                | 17 284             |  | Maxwell                   | 18 000              |
| Hupmobile | 7 640                   |  | Maxwell                 | 17 000             |  | REO Motor                 | 13 516              |
| REO Motor | 6 342                   |  | Hupmobile               | 12 543             |  | Jeffery                   | 10 417              |
| Oakland | 5 838                   |  | REO Motor               | 7 647              |  | Hupmobile                 | 10 318              |
| Production de 1915 | Production de 1915      |  | Production de 1916      | Production de 1916 |  | Production de 1917        | Production de 1917  |
| Ford | 501 492                 |  | Ford                    | 734 811            |  | Ford                      | 622 351             |
| Willys-Overland | 91 904                  |  | Willys-Overland         | 140 111            |  | Willys-Overland           | 130 988             |
| Dodge | 45 000                  |  | Buick                   | 124 834            |  | Buick                     | 115 267             |
| Maxwell | 44 000                  |  | Dodge                   | 71 400             |  | Chevrolet                 | 111 877             |
| Buick | 43 946                  |  | Chevrolet               | 70 701             |  | Dodge                     | 90 000              |
| Studebaker | 41 243                  |  | Maxwell                 | 69 000             |  | Maxwell                   | 75 000              |
| Cadillac | 20 404                  |  | Studebaker              | 65 536             |  | Studebaker                | 39 686              |
| Saxon | 19 000                  |  | Saxon                   | 27 800             |  | Oakland                   | 33 171              |
| Production de 1918 | Production de 1918      |  | Production de 1919      | Production de 1919 |  | Production de 1920        | Production de 1920  |
| Ford | 435 898                 |  | Ford                    | 820 445            |  | Ford                      | 806 040             |
| Willys-Overland | 88 753                  |  | Chevrolet               | 129 118            |  | Chevrolet                 | 146 243             |
| Chevrolet | 88 717                  |  | Buick                   | 119 310            |  | Dodge                     | 141 000             |
| Buick | 77 691                  |  | Dodge                   | 106 000            |  | Buick                     | 115 176             |
| Dodge | 62 000                  |  | Willys-Overland         | 80 853             |  | Willys-Overland           | 105 025             |
| Maxwell | 34 000                  |  | Oakland                 | 52 124             |  | Studebaker                | 48 831              |
| Oakland | 27 757                  |  | Maxwell                 | 50 000             |  | Hudson/Essex              | 45 937              |
| Oldsmobile | 19 169                  |  | Oldsmobile              | 39 042             |  | Chandler                  | 45 000              |
| Production de 1921 | Production de 1921      |  | Production de 1922      | Production de 1922 |  | Production de 1923        | Production de 1923  |
| Ford | 1 275 618               |  | Ford                    | 1 147 028          |  | Ford                      | 1 831 128           |
| Chevrolet | 130 855                 |  | Dodge                   | 152 653            |  | Chevrolet                 | 323 182             |
| Buick | 82 930                  |  | Chevrolet               | 138 932            |  | Buick                     | 201 572             |
| Dodge | 81 000                  |  | Buick                   | 123 152            |  | Willys-Overland           | 196 038             |
| Studebaker | 65 023                  |  | Studebaker              | 105 005            |  | Durant                    | 172 000             |
| Willys-Overland | 48 016                  |  | Willys-Overland         | 95 410             |  | Dodge                     | 151 000             |
| Hudson/Essex | 27 143                  |  | Durant                  | 55 300             |  | Studebaker                | 146 238             |
| Nash | 20 850                  |  | Maxwell/Chalmers        | 44 811             |  | Hudson/Essex              | 88 914              |
| Production de 1924 | Production de 1924      |  | Production de 1925      | Production de 1925 |  | Production de 1926        | Production de 1926  |
| Ford | 1 720 795               |  | Ford                    | 1 669 847          |  | Ford                      | 1 426 612           |
| Chevrolet | 264 868                 |  | Chevrolet               | 306 479            |  | Chevrolet                 | 547 724             |
| Dodge | 193 861                 |  | Hudson/Essex            | 269 474            |  | Buick                     | 266 753             |
| Willys-Overland | 163 000                 |  | Willys-Overland         | 215 000            |  | Dodge                     | 265 000             |
| Buick | 160 411                 |  | Dodge                   | 201 000            |  | Hudson/Essex              | 227 508             |
| Hudson/Essex | 133 950                 |  | Buick                   | 192 100            |  | Willys-Overland/Whippet   | 182 000             |
| Durant | 111 000                 |  | Studebaker              | 133 104            |  | Chrysler                  | 135 520             |
| Studebaker | 105 387                 |  | Chrysler/Maxwell        | 132 343            |  | Pontiac/Oakland           | 133 604             |
| Production de 1927 | Production de 1927      |  | Production de 1928      | Production de 1928 |  | Production de 1929        | Production de 1929  |
| Chevrolet | 1 001 820               |  | Chevrolet               | 1 193 212          |  | Ford                      | 1 507 132           |
| Ford | 367 213                 |  | Ford                    | 607 592            |  | Chevrolet                 | 1 328 605           |
| Hudson/Essex | 276 414                 |  | Willys-Overland/Whippet | 315 000            |  | Hudson/Essex              | 300 962             |
| Buick | 255 160                 |  | Hudson/Essex            | 282 203            |  | Willys-Overland/Whippet   | 242 000             |
| Pontiac/Oakland | 188 168                 |  | Pontiac/Oakland         | 244 584            |  | Pontiac/Oakland           | 211 054             |
| Willys-Overland/Whippet | 188 000                 |  | Buick                   | 221 758            |  | Buick                     | 196 104             |
| Chrysler | 182 195                 |  | Chrysler                | 160 670            |  | Dodge                     | 124 557             |
| Dodge | 180 000                 |  | Nash                    | 138 137            |  | Nash                      | 116 622             |
| Production de 1930 | Production de 1930      |  | Production de 1931      | Production de 1931 |  | Production de 1932        | Production de 1932  |
| Ford | 1 140 710               |  | Chevrolet               | 619 554            |  | Chevrolet                 | 313 404             |
| Chevrolet | 640 980                 |  | Ford                    | 615 455            |  | Ford                      | 210 824             |
| Buick | 181 743                 |  | Buick                   | 138 965            |  | Plymouth                  | 186 106             |
| Studebaker | 123 215                 |  | Studebaker              | 96 173             |  | Hudson/Essex              | 57 550              |
| Hudson/Essex | 113 898                 |  | Pontiac                 | 84 708             |  | Buick                     | 56 790              |
| Plymouth | 108 350                 |  | Plymouth                | 75 510             |  | Pontiac                   | 45 340              |
| Dodge | 90 755                  |  | Willys                  | 65 800             |  | Nash                      | 30 834              |
| Chrysler | 77 881                  |  | Chrysler                | 65 500             |  | Willys                    | 27 800              |
| Production de 1933 | Production de 1933      |  | Production de 1934      | Production de 1934 |  | Production de 1935        | Production de 1935  |
| Chevrolet | 486 261                 |  | Ford                    | 563 921            |  | Ford                      | 820 253             |
| Ford | 334 969                 |  | Chevrolet               | 551 191            |  | Chevrolet                 | 548 215             |
| Plymouth | 298 557                 |  | Plymouth                | 321 171            |  | Plymouth                  | 350 884             |
| Dodge | 106 103                 |  | Dodge                   | 95 011             |  | Pontiac                   | 178 770             |
| Pontiac | 90 198                  |  | Hudson/Terraplane       | 85 835             |  | Dodge                     | 158 999             |
| Buick | 46 924                  |  | Oldsmobile              | 79 814             |  | Oldsmobile                | 126 768             |
| Studebaker/Rockne | 43 024                  |  | Pontiac                 | 78 859             |  | Hudson/Terraplane         | 101 080             |
| Hudson/Essex | 40 982                  |  | Buick                   | 71 009             |  | Buick                     | 53 249              |
| Production de 1936 | Production de 1936      |  | Production de 1937      | Production de 1937 |  | Production de 1938        | Production de 1938  |
| Ford | 930 778                 |  | Ford                    | 942 005            |  | Chevrolet                 | 465 158             |
| Chevrolet | 918 278                 |  | Chevrolet               | 815 375            |  | Ford                      | 410 263             |
| Plymouth | 520 025                 |  | Plymouth                | 566 128            |  | Plymouth                  | 285 704             |
| Dodge | 263 647                 |  | Dodge                   | 295 047            |  | Buick                     | 168 689             |
| Oldsmobile | 200 546                 |  | Pontiac                 | 236 189            |  | Dodge                     | 114 529             |
| Pontiac | 176 270                 |  | Buick                   | 220 346            |  | Oldsmobile                | 99 951              |
| Buick | 168 596                 |  | Oldsmobile              | 200 886            |  | Pontiac                   | 97 139              |
| Hudson/Terraplane | 123 266                 |  | Packard                 | 122 593            |  | Packard                   | 55 718              |
| Production de 1939 | Production de 1939      |  | Production de 1940      | Production de 1940 |  | Production de 1941        | Production de 1941  |
| Chevrolet | 577 278                 |  | Chevrolet               | 764 616            |  | Chevrolet                 | 1 008 976           |
| Ford | 487 031                 |  | Ford                    | 541 896            |  | Ford                      | 691 455             |
| Plymouth | 423 850                 |  | Plymouth                | 430 208            |  | Plymouth                  | 522 080             |
| Buick | 208 259                 |  | Buick                   | 278 784            |  | Buick                     | 374 196             |
| Dodge | 186 474                 |  | Dodge                   | 225 595            |  | Pontiac                   | 330 061             |
| Pontiac | 144 340                 |  | Pontiac                 | 217 001            |  | Oldsmobile                | 270 040             |
| Oldsmobile | 137 249                 |  | Oldsmobile              | 192 692            |  | Dodge                     | 215 575             |
| Studebaker | 85 834                  |  | Studebaker              | 107 185            |  | Chrysler                  | 161 704             |
| Production de 1942 | Production de 1942      |  | Production de 1946      | Production de 1946 |  | Production de 1947        | Production de 1947  |
| Chevrolet | 254 885                 |  | Ford                    | 468 022            |  | Chevrolet                 | 671 546             |
| Ford | 160 432                 |  | Chevrolet               | 398 028            |  | Ford                      | 429 674             |
| Plymouth | 152 427                 |  | Plymouth                | 264 660            |  | Plymouth                  | 382 290             |
| Buick | 92 573                  |  | Dodge                   | 163 490            |  | Buick                     | 272 827             |
| Pontiac | 83 555                  |  | Buick                   | 153 627            |  | Dodge                     | 243 160             |
| Dodge | 68 522                  |  | Pontiac                 | 137 640            |  | Pontiac                   | 230 600             |
| Oldsmobile | 67 783                  |  | Oldsmobile              | 117 623            |  | Oldsmobile                | 193 895             |
| Studebaker | 50 678                  |  | Nash                    | 94 000             |  | Studebaker                | 161 496             |
| Hudson | 40 661                  |  | Hudson                  | 91 039             |  | Chrysler                  | 119 260             |
| Chrysler | 36 586                  |  | Mercury                 | 86 608             |  | Nash                      | 101 000             |
| Packard | 33 776                  |  | Chrysler                | 83 310             |  | Hudson                    | 92 038              |
| Nash | 31 780                  |  | DeSoto                  | 66 900             |  | DeSoto                    | 87 000              |
| DeSoto | 24 015                  |  | Packard                 | 30 793             |  | Mercury                   | 85 383              |
| Mercury | 22 816                  |  | Cadillac                | 29 214             |  | Kaiser                    | 70 474              |
| Cadillac | 16 511                  |  | Studebaker              | 19 275             |  | Frazer                    | 68 775              |
| Lincoln | 6 547                   |  | Lincoln                 | 16 645             |  | Cadillac                  | 61 926              |
| Crosley | 1 029                   |  | Crosley                 | 4 999              |  | Packard                   | 51 086              |
| |                         |  |                         |                    |  | Lincoln                   | 21 460              |
| |                         |  |                         |                    |  | Crosley                   | 19 344              |
| Production de 1948 | Production de 1948      |  | Production de 1949      | Production de 1949 |  | Production de 1950        | Production de 1950  |
| Chevrolet | 696 449                 |  | Ford                    | 1 118 308          |  | Chevrolet                 | 1 498 590           |
| Ford | 430 198                 |  | Chevrolet               | 1 010 013          |  | Ford                      | 1 208 912           |
| Plymouth | 412 540                 |  | Plymouth                | 520 385            |  | Plymouth                  | 610 954             |
| Dodge | 243 340                 |  | Buick                   | 409 138            |  | Buick                     | 588 439             |
| Pontiac | 235 419                 |  | Pontiac                 | 304 819            |  | Pontiac                   | 446 429             |
| Buick | 213 599                 |  | Mercury                 | 301 319            |  | Oldsmobile                | 408 060             |
| Studebaker | 184 993                 |  | Oldsmobile              | 288 310            |  | Dodge                     | 341 797             |
| Oldsmobile | 172 852                 |  | Dodge                   | 256 857            |  | Studebaker                | 320 884             |
| Chrysler | 130 110                 |  | Hudson                  | 159 100            |  | Mercury                   | 293 658             |
| Hudson | 117 200                 |  | Nash                    | 135 328            |  | Chrysler                  | 179 299             |
| Nash | 110 000                 |  | Studebaker              | 129 301            |  | Nash                      | 171 782             |
| DeSoto | 98 890                  |  | Chrysler                | 124 218            |  | DeSoto                    | 136 203             |
| Packard | 92 251                  |  | Packard                 | 116 955            |  | Hudson                    | 121 408             |
| Kaiser | 91 851                  |  | DeSoto                  | 95 051             |  | Cadillac                  | 103 857             |
| Cadillac | 52 706                  |  | Cadillac                | 92 554             |  | Packard                   | 42 627              |
| Mercury | 50 268                  |  | Kaiser                  | 79 947             |  | Lincoln                   | 28 190              |
| Frazer | 48 071                  |  | Lincoln                 | 73 507             |  | Kaiser                    | 15 228              |
| Crosley | 26 239                  |  | Frazer                  | 21 223             |  | Crosley                   | 6 792               |
| Lincoln | 7 769                   |  | Crosley                 | 7 431              |  | Frazer                    | 3 700               |
| Production de 1951 | Production de 1951      |  | Production de 1952      | Production de 1952 |  | Production de 1953        | Production de 1953  |
| Chevrolet | 1 229 986               |  | Chevrolet               | 818 142            |  | Chevrolet                 | 1 346 475           |
| Ford | 1 013 381               |  | Ford                    | 671 733            |  | Ford                      | 1 247 542           |
| Plymouth | 611 000                 |  | Plymouth                | 396 000            |  | Plymouth                  | 650 451             |
| Buick | 404 657                 |  | Buick                   | 303 745            |  | Buick                     | 488 755             |
| Pontiac | 370 159                 |  | Pontiac                 | 271 373            |  | Pontiac                   | 418 619             |
| Mercury | 310 387                 |  | Oldsmobile              | 213 490            |  | Oldsmobile                | 334 462             |
| Dodge | 290 000                 |  | Dodge                   | 206 000            |  | Dodge                     | 320 008             |
| Oldsmobile | 285 615                 |  | Mercury                 | 172 087            |  | Mercury                   | 305 863             |
| Studebaker | 246 195                 |  | Studebaker              | 167 662            |  | Chrysler                  | 170 006             |
| Nash | 205 307                 |  | Nash                    | 154 291            |  | Studebaker                | 151 576             |
| Chrysler | 163 613                 |  | Cadillac                | 90 259             |  | DeSoto                    | 132 104             |
| Kaiser | 139 452                 |  | DeSoto                  | 88 000             |  | Nash                      | 121 793             |
| Hudson | 131 915                 |  | Chrysler                | 87 470             |  | Cadillac                  | 109 651             |
| Cadillac | 110 340                 |  | Hudson                  | 70 000             |  | Packard                   | 90 252              |
| DeSoto | 106 000                 |  | Packard                 | 62 921             |  | Hudson                    | 66 143              |
| Packard | 100 713                 |  | Kaiser                  | 32 131             |  | Willys                    | 42 224              |
| Henry J | 81 942                  |  | Willys                  | 31 363             |  | Lincoln                   | 40 762              |
| Lincoln | 32 574                  |  | Henry J                 | 30 585             |  | Kaiser                    | 27 652              |
| Frazer | 10 214                  |  | Lincoln                 | 27 271             |  | Henry J                   | 16 672              |
| Crosley | 6 614                   |  | Crosley                 | 6 614              |  | Metropolitan              | 743 (année fiscale) |
| Production de 1954 | Production de 1954      |  | Production de 1955      | Production de 1955 |  | Production de 1956        | Production de 1956  |
| Ford | 1 165 942               |  | Chevrolet               | 1 704 667          |  | Chevrolet                 | 1 567 117           |
| Chevrolet | 1 143 561               |  | Ford                    | 1 451 157          |  | Ford                      | 1 408 478           |
| Plymouth | 463 148                 |  | Buick                   | 738 814            |  | Buick                     | 572 024             |
| Buick | 444 609                 |  | Plymouth                | 705 455            |  | Plymouth                  | 571 634             |
| Oldsmobile | 354 001                 |  | Oldsmobile              | 583 179            |  | Oldsmobile                | 485 458             |
| Pontiac | 287 744                 |  | Pontiac                 | 554 090            |  | Pontiac                   | 405 730             |
| Mercury | 259 305                 |  | Mercury                 | 329 808            |  | Mercury                   | 327 943             |
| Dodge | 154 648                 |  | Dodge                   | 276 936            |  | Dodge                     | 240 686             |
| Chrysler | 105 030                 |  | Chrysler                | 152 777            |  | Cadillac                  | 154 577             |
| Cadillac | 96 680                  |  | Cadillac                | 140 777            |  | Chrysler                  | 128 322             |
| Nash | 91 121                  |  | Studebaker              | 116 333            |  | DeSoto                    | 109 442             |
| DeSoto | 76 580                  |  | DeSoto                  | 115 485            |  | Nash                      | 83 420              |
| Studebaker | 68 708                  |  | Nash                    | 96 156             |  | Studebaker                | 69 593              |
| Hudson | 50 660                  |  | Packard                 | 55 247             |  | Lincoln                   | 50 322              |
| Lincoln | 36 993                  |  | Hudson                  | 45 535             |  | Hudson                    | 22 588              |
| Packard | 31 291                  |  | Lincoln                 | 27 222             |  | Clipper                   | 18 482              |
| Metropolitan | 13 162                  |  | Imperial                | 11 432             |  | Imperial                  | 10 684              |
| Willys | 11 856                  |  | Willys                  | 6 565              |  | Packard                   | 10 353              |
| Kaiser | 8 539                   |  | Metropolitan            | 6 096              |  | Metropolitan              | 9 068               |
| Henry J | 1 123                   |  | Kaiser                  | 1 291              |  | Continental               | 2 550               |
| Production de 1957 | Production de 1957      |  | Production de 1958      | Production de 1958 |  | Production de 1959        | Production de 1959  |
| Ford | 1 676 449               |  | Chevrolet               | 1 142 460          |  | Chevrolet                 | 1 462 140           |
| Chevrolet | 1 505 910               |  | Ford                    | 987 945            |  | Ford                      | 1 450 953           |
| Plymouth | 726 009                 |  | Plymouth                | 443 799            |  | Plymouth                  | 458 261             |
| Buick | 405 086                 |  | Oldsmobile              | 294 374            |  | Pontiac                   | 383 320             |
| Oldsmobile | 384 390                 |  | Buick                   | 241 892            |  | Oldsmobile                | 382 865             |
| Pontiac | 334 041                 |  | Pontiac                 | 217 303            |  | Rambler                   | 374 240             |
| Dodge | 287 608                 |  | Rambler                 | 162 182            |  | Buick                     | 285 089             |
| Mercury | 286 163                 |  | Dodge                   | 137 861            |  | Dodge                     | 156 385             |
| Cadillac | 146 841                 |  | Mercury                 | 133 271            |  | Mercury                   | 150 000             |
| DeSoto | 126 514                 |  | Cadillac                | 121 778            |  | Cadillac                  | 142 272             |
| Chrysler | 122 273                 |  | Chrysler                | 63 681             |  | Studebaker                | 126 156             |
| Rambler | 91 469                  |  | Edsel                   | 63 110             |  | Chrysler                  | 69 970              |
| Studebaker | 63 101                  |  | DeSoto                  | 49 445             |  | DeSoto                    | 45 734              |
| Lincoln | 41 123                  |  | Studebaker              | 44 759             |  | Edsel                     | 44 891              |
| Imperial | 37 593                  |  | Lincoln                 | 17 134             |  | Lincoln/Continental       | 26 906              |
| Metropolitan | 15 317                  |  | Imperial                | 16 133             |  | Metropolitan              | 22 209              |
| Nash | 10 330                  |  | Metropolitan            | 13 128             |  | Imperial                  | 17 269              |
| Packard | 4 809                   |  | Continental             | 12 550             |  | Checker                   | 1 050               |
| Hudson | 4 180                   |  | Packard                 | 2 622              |  |                           |                     |
| Continental | 462                     |  |                         |                    |  |                           |                     |
| Production de 1960 | Production de 1960      |  | Production de 1961      | Production de 1961 |  | Production de 1962        | Production de 1962  |
| Chevrolet | 1 653 168               |  | Ford                    | 1 338 790          |  | Chevrolet                 | 2 061 677           |
| Ford | 1 439 370               |  | Chevrolet               | 1 318 014          |  | Ford                      | 1 476 031           |
| Plymouth | 483 969                 |  | Rambler                 | 377 902            |  | Pontiac                   | 521 933             |
| Rambler | 458 841                 |  | Plymouth                | 356 257            |  | Rambler                   | 442 346             |
| Pontiac | 396 716                 |  | Pontiac                 | 340 635            |  | Oldsmobile                | 428 853             |
| Dodge | 367 804                 |  | Oldsmobile              | 317 548            |  | Buick                     | 399 526             |
| Oldsmobile | 347 142                 |  | Mercury                 | 317 351            |  | Mercury                   | 341 366             |
| Mercury | 271 331                 |  | Buick                   | 276 754            |  | Plymouth                  | 339 527             |
| Buick | 253 807                 |  | Dodge                   | 269 367            |  | Dodge                     | 240 484             |
| Cadillac | 142 184                 |  | Cadillac                | 138 379            |  | Cadillac                  | 160 840             |
| Studebaker | 120 465                 |  | Chrysler                | 96 454             |  | Chrysler                  | 128 921             |
| Chrysler | 77 285                  |  | Studebaker              | 59 713             |  | Studebaker                | 89 318              |
| DeSoto | 26 081                  |  | Lincoln                 | 25 164             |  | Lincoln                   | 31 061              |
| Lincoln/Continental | 24 820                  |  | Imperial                | 12 258             |  | Imperial                  | 14 337              |
| Imperial | 17 719                  |  | DeSoto                  | 3 034              |  | Checker                   | 1 230               |
| Metropolitan | 13 103                  |  | Metropolitan            | 969                |  | Metropolitan              | 420                 |
| Edsel | 3 008                   |  | Checker                 | 860                |  |                           |                     |
| Production de 1963 | Production de 1963      |  | Production de 1964      | Production de 1964 |  | Production de 1965        | Production de 1965  |
| Chevrolet | 2 237 201               |  | Chevrolet               | 2 318 619          |  | Chevrolet                 | 2 375 118           |
| Ford | 1 525 404               |  | Ford                    | 1 594 053          |  | Ford                      | 2 170 795           |
| Pontiac | 590 071                 |  | Pontiac                 | 715 261            |  | Pontiac                   | 802 000             |
| Plymouth | 488 448                 |  | Plymouth                | 551 633            |  | Plymouth                  | 728 228             |
| Oldsmobile | 476 753                 |  | Buick                   | 510 490            |  | Buick                     | 600 145             |
| Rambler | 464 126                 |  | Dodge                   | 501 781            |  | Oldsmobile                | 591 701             |
| Buick | 457 818                 |  | Oldsmobile              | 493 991            |  | Dodge                     | 489 065             |
| Dodge | 446 129                 |  | Rambler                 | 393 859            |  | Rambler                   | 391 366             |
| Mercury | 301 581                 |  | Mercury                 | 298 609            |  | Mercury                   | 346 751             |
| Cadillac | 163 174                 |  | Cadillac                | 165 909            |  | Chrysler                  | 206 089             |
| Chrysler | 128 937                 |  | Chrysler                | 153 319            |  | Cadillac                  | 182 435             |
| Studebaker | 69 555                  |  | Studebaker              | 36 697             |  | Lincoln                   | 40 180              |
| Lincoln | 31 233                  |  | Lincoln                 | 36 297             |  | Studebaker                | 19 435              |
| Imperial | 14 121                  |  | Imperial                | 23 295             |  | Imperial                  | 18 409              |
| Checker | 1 080                   |  | Checker                 | 960                |  | Checker                   | 930                 |
| |                         |  |                         |                    |  | Excalibur                 | 56                  |
| |                         |  |                         |                    |  | Avanti II                 | 21                  |
| Production de 1966 | Production de 1966      |  | Production de 1967      | Production de 1967 |  | Production de 1968        | Production de 1968  |
| Ford | 2 212 415               |  | Chevrolet               | 1 948 410          |  | Chevrolet                 | 2 139 290           |
| Chevrolet | 2 206 639               |  | Ford                    | 1 730 224          |  | Ford                      | 1 753 334           |
| Pontiac | 831 331                 |  | Pontiac                 | 782 734            |  | Pontiac                   | 910 977             |
| Plymouth | 687 514                 |  | Plymouth                | 638 075            |  | Plymouth                  | 790 239             |
| Dodge | 632 658                 |  | Buick                   | 562 507            |  | Buick                     | 651 823             |
| Oldsmobile | 578 385                 |  | Oldsmobile              | 548 390            |  | Dodge                     | 627 533             |
| Buick | 553 870                 |  | Dodge                   | 465 732            |  | Oldsmobile                | 562 459             |
| Mercury | 343 149                 |  | Mercury                 | 354 923            |  | Mercury                   | 360 467             |
| Rambler/AMC | 341 951                 |  | Rambler/AMC             | 302 945            |  | AMC/Rambler               | 446 781             |
| Chrysler | 264 848                 |  | Chrysler                | 218 742            |  | Chrysler                  | 264 853             |
| Cadillac | 196 685                 |  | Cadillac                | 200 000            |  | Cadillac                  | 230 003             |
| Lincoln | 54 755                  |  | Lincoln                 | 45 667             |  | Lincoln                   | 46 904              |
| Imperial | 13 742                  |  | Imperial                | 17 620             |  | Imperial                  | 15 367              |
| Studebaker | 8 947                   |  | Shelby                  | 3 225              |  | Shelby                    | 4 451               |
| Shelby | 2 378                   |  | Checker                 | 950                |  | Checker                   | 992                 |
| Checker | 1 056                   |  | Excalibur               | 71                 |  | Avanti II                 | 89                  |
| Avanti II | 98                      |  | Avanti II               | 60                 |  | Excalibur                 | 57                  |
| Excalibur | 90                      |  |                         |                    |  |                           |                     |
| Production de 1969 | Production de 1969      |  | Production de 1970      | Production de 1970 |  | Production de 1971        | Production de 1971  |
| Chevrolet | 2 092 947               |  | Ford                    | 2 096 184          |  | Ford                      | 2 054 351           |
| Ford | 1 826 777               |  | Chevrolet               | 1 451 305          |  | Chevrolet                 | 1 830 319           |
| Pontiac | 870 081                 |  | Plymouth                | 747 508            |  | Plymouth                  | 702 113             |
| Plymouth | 751 134                 |  | Pontiac                 | 690 953            |  | Pontiac                   | 586 856             |
| Buick | 665 422                 |  | Buick                   | 666 501            |  | Oldsmobile                | 567 891             |
| Oldsmobile | 635 241                 |  | Oldsmobile              | 633 981            |  | Dodge                     | 551 386             |
| Dodge | 611 645                 |  | Dodge                   | 543 019            |  | Buick                     | 551 188             |
| Mercury | 398 262                 |  | Mercury                 | 324 716            |  | Mercury                   | 365 310             |
| AMC/Rambler | 309 000                 |  | AMC                     | 276 000            |  | AMC                       | 244 758             |
| Chrysler | 260 773                 |  | Cadillac                | 238 744            |  | Cadillac                  | 188 537             |
| Cadillac | 223 237                 |  | Chrysler                | 180 777            |  | Chrysler                  | 175 118             |
| Lincoln | 61 378                  |  | Lincoln                 | 59 127             |  | Lincoln                   | 62 642              |
| Imperial | 22 103                  |  | Imperial                | 11 822             |  | Imperial                  | 11 558              |
| Shelby | 3 150                   |  | Checker                 | 397                |  | Checker                   | 500                 |
| Checker | 760                     |  | Avanti II               | 111                |  | Avanti II                 | 107                 |
| Avanti II | 103                     |  | Excalibur               | 37                 |  |                           |                     |
| Excalibur | 91                      |  |                         |                    |  |                           |                     |
| Production de 1972 | Production de 1972      |  | Production de 1973      | Production de 1973 |  | Production de 1974        | Production de 1974  |
| Chevrolet | 2 420 564               |  | Chevrolet               | 2 579 509          |  | Chevrolet                 | 2 333 839           |
| Ford | 2 246 563               |  | Ford                    | 2 349 815          |  | Ford                      | 2 179 791           |
| Oldsmobile | 762 199                 |  | Oldsmobile              | 922 771            |  | Plymouth                  | 739 894             |
| Plymouth | 756 605                 |  | Pontiac                 | 919 870            |  | Oldsmobile                | 581 195             |
| Pontiac | 706 978                 |  | Plymouth                | 882 196            |  | Pontiac                   | 580 045             |
| Buick | 679 921                 |  | Buick                   | 821 165            |  | Buick                     | 495 063             |
| Dodge | 577 870                 |  | Dodge                   | 665 536            |  | Dodge                     | 477 728             |
| Mercury | 441 964                 |  | Mercury                 | 486 470            |  | AMC                       | 431 798             |
| Cadillac | 267 787                 |  | AMC                     | 392 105            |  | Mercury                   | 403 977             |
| AMC | 258 134                 |  | Cadillac                | 304 839            |  | Cadillac                  | 242 330             |
| Chrysler | 204 704                 |  | Chrysler                | 234 223            |  | Chrysler                  | 117 373             |
| Lincoln | 94 560                  |  | Lincoln                 | 128 073            |  | Lincoln                   | 93 983              |
| Imperial | 15 804                  |  | Imperial                | 16 729             |  | Imperial                  | 14 426              |
| Checker | 850                     |  | Checker                 | 900                |  | Checker                   | 900                 |
| Avanti II | 127                     |  | Excalibur               | 122                |  | Avanti II                 | 123                 |
| Excalibur | 65                      |  | Avanti II               | 106                |  | Excalibur                 | 118                 |
| Production de 1975 | Production de 1975      |  | Production de 1976      | Production de 1976 |  | Production de 1977        | Production de 1977  |
| Chevrolet | 1 755 773               |  | Chevrolet               | 2 103 862          |  | Chevrolet                 | 2 543 153           |
| Ford | 1 569 608               |  | Ford                    | 1 861 537          |  | Ford                      | 1 840 427           |
| Oldsmobile | 631 795                 |  | Oldsmobile              | 891 368            |  | Oldsmobile                | 1 135 803           |
| Pontiac | 531 922                 |  | Pontiac                 | 746 430            |  | Pontiac                   | 850 620             |
| Buick | 481 768                 |  | Buick                   | 737 466            |  | Buick                     | 845 234             |
| Plymouth | 454 105                 |  | Plymouth                | 519 962            |  | Plymouth                  | 546 132             |
| Mercury | 404 650                 |  | Mercury                 | 480 361            |  | Dodge                     | 526 254             |
| Dodge | 377 462                 |  | Dodge                   | 430 641            |  | Mercury                   | 521 909             |
| Cadillac | 264 732                 |  | Cadillac                | 309 139            |  | Chrysler                  | 399 297             |
| Chrysler | 251 549                 |  | AMC                     | 283 577            |  | Cadillac                  | 358 488             |
| AMC | 241 501                 |  | Chrysler                | 222 153            |  | Lincoln                   | 191 355             |
| Lincoln | 101 843                 |  | Lincoln                 | 124 756            |  | AMC                       | 182 005             |
| Imperial | 8 830                   |  | Excalibur               | 184                |  | Excalibur                 | 237                 |
| Checker | 450                     |  | Avanti II               | 156                |  | Avanti II                 | 146                 |
| Avanti II | 125                     |  |                         |                    |  |                           |                     |
| Excalibur | 90                      |  |                         |                    |  |                           |                     |
| Production de 1978 | Production de 1978      |  | Production de 1979      | Production de 1979 |  | Production de 1980        | Production de 1980  |
| Chevrolet | 2 375 436               |  | Chevrolet               | 2 284 749          |  | Chevrolet                 | 2 288 745           |
| Ford | 1 923 655               |  | Ford                    | 1 835 937          |  | Ford                      | 1 162 275           |
| Oldsmobile | 1 015 805               |  | Oldsmobile              | 1 068 154          |  | Oldsmobile                | 910 306             |
| Pontiac | 900 380                 |  | Pontiac                 | 907 434            |  | Buick                     | 854 011             |
| Buick | 803 187                 |  | Buick                   | 727 275            |  | Pontiac                   | 770 100             |
| Mercury | 635 051                 |  | Mercury                 | 669 138            |  | Mercury                   | 347 711             |
| Plymouth | 501 129                 |  | Dodge                   | 404 266            |  | Dodge                     | 308 638             |
| Dodge | 467 720                 |  | Cadillac                | 383 138            |  | Plymouth                  | 290 974             |
| Chrysler | 354 029                 |  | Plymouth                | 372 449            |  | Cadillac                  | 230 028             |
| Cadillac | 349 684                 |  | Chrysler                | 349 450            |  | AMC                       | 199 613             |
| Lincoln | 169 620                 |  | Lincoln                 | 189 546            |  | Chrysler                  | 164 510             |
| AMC | 137 860                 |  | AMC                     | 169 439            |  | Lincoln                   | 74 908              |
| Excalibur | 263                     |  | Excalibur               | 367                |  | Avanti II                 | 168                 |
| Avanti II | 165                     |  | Avanti II               | 142                |  | Excalibur                 | 93                  |
| Production de 1981 | Production de 1981      |  | Production de 1982      | Production de 1982 |  | Production de 1983        | Production de 1983  |
| Chevrolet | 1 673 093               |  | Chevrolet               | 1 297 357          |  | Chevrolet                 | 1 175 200           |
| Ford | 950 301                 |  | Ford                    | 748 732            |  | Oldsmobile                | 916 583             |
| Oldsmobile | 873 678                 |  | Buick                   | 739 984            |  | Buick                     | 808 416             |
| Buick | 856 996                 |  | Oldsmobile              | 702 340            |  | Ford                      | 783 225             |
| Pontiac | 489 436                 |  | Pontiac                 | 541 061            |  | Mercury                   | 359 594             |
| Plymouth | 393 633                 |  | Mercury                 | 328 597            |  | Pontiac                   | 318 478             |
| Mercury | 375 756                 |  | Plymouth                | 247 936            |  | Dodge                     | 304 464             |
| Dodge | 340 899                 |  | Dodge                   | 241 359            |  | Cadillac                  | 292 814             |
| Cadillac | 240 189                 |  | Cadillac                | 235 584            |  | Plymouth                  | 273 489             |
| AMC | 137 125                 |  | Chrysler                | 103 310            |  | AMC                       | 168 726             |
| Lincoln | 69 537                  |  | Lincoln                 | 85 313             |  | Chrysler                  | 159 882             |
| Chrysler | 56 726                  |  | AMC                     | 70 898             |  | Lincoln                   | 101 068             |
| Excalibur | 235                     |  | Excalibur               | 212                |  | Avanti                    | 100                 |
| Avanti II | 200                     |  | Avanti II               | 200                |  |                           |                     |
| Production de 1984 | Production de 1984      |  | Production de 1985      | Production de 1985 |  | Production de 1986        | Production de 1986  |
| Chevrolet | 1 655 151               |  | Chevrolet               | 1 418 098          |  | Chevrolet                 | 1 368 837           |
| Ford | 1 180 708               |  | Oldsmobile              | 1 165 649          |  | Ford                      | 1 253 525           |
| Oldsmobile | 1 144 225               |  | Ford                    | 1 149 427          |  | Oldsmobile                | 1 050 832           |
| Buick | 987 980                 |  | Buick                   | 1 002 906          |  | Buick                     | 850 103             |
| Pontiac | 594 821                 |  | Pontiac                 | 519 390            |  | Pontiac                   | 799 461             |
| Mercury | 475 381                 |  | Dodge                   | 500 835            |  | Dodge                     | 450 365             |
| Dodge | 442 527                 |  | Chrysler                | 420 780            |  | Mercury                   | 399 240             |
| Chrysler | 375 853                 |  | Mercury                 | 419 869            |  | Chrysler                  | 367 898             |
| Plymouth | 357 764                 |  | Plymouth                | 393 711            |  | Plymouth                  | 350 573             |
| Cadillac | 300 300                 |  | Cadillac                | 384 840            |  | Cadillac                  | 281 683             |
| AMC | 208 624                 |  | Lincoln                 | 166 486            |  | Lincoln                   | 156 839             |
| Lincoln | 157 434                 |  | AMC                     | 150 189            |  | AMC                       | 64 873              |
| Avanti | 287                     |  |                         |                    |  |                           |                     |
| Production de 1987 | Production de 1987      |  | Production de 1988      | Production de 1988 |  | Production de 1989        | Production de 1989  |
| Chevrolet | 1 384 214               |  | Ford                    | 1 331 489          |  | Chevrolet                 | 1 275 498           |
| Ford | 1 176 775               |  | Chevrolet               | 1 236 316          |  | Ford                      | 1 234 954           |
| Pontiac | 724 289                 |  | Pontiac                 | 680 714            |  | Pontiac                   | 801 600             |
| Oldsmobile | 670 880                 |  | Oldsmobile              | 535 015            |  | Oldsmobile                | 533 818             |
| Buick | 648 689                 |  | Dodge                   | 489 645            |  | Buick                     | 506 787             |
| Dodge | 501 926                 |  | Buick                   | 458 768            |  | Dodge                     | 481 139             |
| Plymouth | 443 806                 |  | Plymouth                | 336 070            |  | Mercury                   | 294 899             |
| Chrysler | 360 613                 |  | Mercury                 | 298 859            |  | Cadillac                  | 276 330             |
| Mercury | 315 147                 |  | Lincoln                 | 280 659            |  | Plymouth                  | 268 442             |
| Cadillac | 282 582                 |  | Chrysler                | 278 287            |  | Chrysler                  | 224 097             |
| Lincoln | 109 366                 |  | Cadillac                | 270 844            |  | Lincoln                   | 215 966             |
| AMC | 36 336                  |  | Avanti                  | 150                |  | Avanti                    | 350                 |
| Avanti | 300                     |  |                         |                    |  |                           |                     |
| Production de 1990 | Production de 1990      |  |                         |                    |  | Production de 1992        | Production de 1992  |
| Ford | 912 466                 |  |                         |                    |  | Ford                      | 922 488             |
| Chevrolet | 785 918                 |  |                         |                    |  | Chevrolet                 | 647 227             |
| Pontiac | 641 820                 |  |                         |                    |  | Pontiac                   | 561 940             |
| Oldsmobile | 489 492                 |  |                         |                    |  | Buick                     | 427 915             |
| Buick | 426 512                 |  |                         |                    |  | Lincoln/Mercury(combined) | 411 090             |
| Dodge | 366 330                 |  |                         |                    |  | Oldsmobile                | 395 974             |
| Cadillac | 268 850                 |  |                         |                    |  | Dodge                     | 263 539             |
| Mercury | 242 637                 |  |                         |                    |  | Cadillac                  | 221 112             |
| Lincoln | 233 730                 |  |                         |                    |  | Saturn                    | 212 122             |
| Plymouth | 206 289                 |  |                         |                    |  | Plymouth                  | 135 721             |
| Chrysler | 174 266                 |  |                         |                    |  | Chrysler                  | 123 400             |
| Production de 1993 | Production de 1993      |  | Production de 1994      | Production de 1994 |  | Production de 1995        | Production de 1995  |
| Ford | 1 026 338               |  | Ford                    | 1 220 512          |  | Ford                      | 1 012 818           |
| Chevrolet | 692 116                 |  | Chevrolet               | 651 647            |  | Chevrolet                 | 665 955             |
| Pontiac | 559 947                 |  | Pontiac                 | 597 137            |  | Pontiac                   | 574 455             |
| Lincoln/Mercury | 463 361                 |  | Buick                   | 483 029            |  | Buick                     | 393 879             |
| Buick | 402 389                 |  | Oldsmobile              | 481 452            |  | Oldsmobile                | 391 216             |
| Oldsmobile | 398 717                 |  | Lincoln/Mercury         | 440 838            |  | Lincoln/Mercury           | 382 892             |
| Saturn | 281 479                 |  | Dodge                   | 303 678            |  | Dodge                     | 331 253             |
| Dodge | 254 446                 |  | Saturn                  | 280 363            |  | Saturn                    | 301 540             |
| Cadillac | 214 807                 |  | Cadillac                | 226 136            |  | Cadillac                  | 186 113             |
| Plymouth | 155 308                 |  | Plymouth                | 169 370            |  | Plymouth                  | 124 571             |
| Chrysler | 84 819                  |  | Chrysler                | 77 993             |  | Chrysler                  | 121 022             |
| Production de 1996 | Production de 1996      |  | Production de 1997      | Production de 1997 |  | Production de 1998        | Production de 1998  |
| Ford | 1 036 048               |  | Ford                    | 913 440            |  | Ford                      | 878 405             |
| Pontiac | 541 844                 |  | Chevrolet               | 650 820            |  | Chevrolet                 | 561 218             |
| Chevrolet | 537 711                 |  | Pontiac                 | 600 506            |  | Pontiac                   | 473 804             |
| Lincoln/Mercury | 389 711                 |  | Lincoln/Mercury         | 376 348            |  | Lincoln/Mercury           | 332 403             |
| Buick | 342 538                 |  | Buick                   | 287 655            |  | Oldsmobile                | 291 064             |
| Saturn | 313 937                 |  | Oldsmobile              | 277 086            |  | Saturn                    | 243 814             |
| Oldsmobile | 300 032                 |  | Saturn                  | 271 612            |  | Dodge                     | 241 619             |
| Dodge | 280 416                 |  | Dodge                   | 241 058            |  | Buick                     | 212 780             |
| Cadillac | 162 249                 |  | Cadillac                | 169 912            |  | Cadillac                  | 175 089             |
| Plymouth | 185 705                 |  | Plymouth                | 155 563            |  | Plymouth                  | 143 245             |
| Chrysler | 52 071                  |  | Chrysler                | 44 096             |  | Chrysler                  | 48 739              |
| Production de 1999 | Production de 1999      |  | Production 2000         | Production 2000    |  |                           |                     |
| Ford | 918 040                 |  | Ford                    | 965 029            |  |                           |                     |
| Chevrolet | 609 100                 |  | Pontiac                 | 573 805            |  |                           |                     |
| Pontiac | 589 574                 |  | Chevrolet               | 547 294            |  |                           |                     |
| Lincoln/Mercury | 307,077                 |  | Dodge                   | 298 042            |  |                           |                     |
| Saturn | 295 584                 |  | Lincoln/Mercury         | 282 292            |  |                           |                     |
| Oldsmobile | 277 782                 |  | Saturn                  | 260 904            |  |                           |                     |
| Dodge | 267 064                 |  | Oldsmobile              | 237 399            |  |                           |                     |
| Buick | 216 652                 |  | Buick                   | 209 328            |  |                           |                     |
| Cadillac | 144 599                 |  | Cadillac                | 158 944            |  |                           |                     |
| Plymouth | 117 645                 |  | Chrysler                | 80 348             |  |                           |                     |
| Chrysler | 47 124                  |  | Plymouth                | 54 543             |  |                           |                     |
| Source : - (en) James M. Flammang and the auto editors of Consumer Guide, Cars of the Sensational '70s : A Decade of Changing Tastes and New Directions, Lincolnwood, Publications International, Inc., 2000, 416 p. (ISBN 978-0-7853-2980-0, OCLC 45494805, LCCN 2001269019) - (en) Consumer Guide, Cars of the Sizzling '60s : A Decade of Great Rides and Good Vibrations, Lincolnwood, Publications International, Inc., 2001, 416 p. (ISBN 978-0-7853-4487-2, LCCN 97067074) - (en) Consumer Guide, Cars of the Fabulous '50s : A Decade of High Style and Good Times, Lincolnwood, Publications International, Inc., 2001, 416 p. (ISBN 978-0-7853-4375-2) - (en) Consumer Guide, Cars of the Classic '30s : A Decade of Elegant Design, Lincolnwood, Publications International, Inc., 2004, 384 p. (ISBN 978-0-7853-9873-8, LCCN 2004102739) |                         |  |                         |                    |  |                           |                     |

## Le marché américain

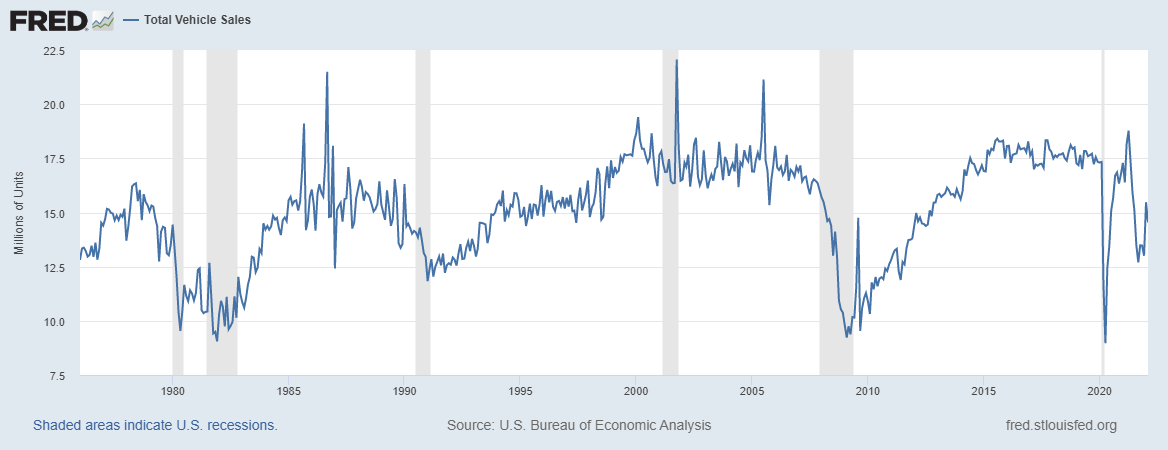
Vente de véhicules aux États-Unis depuis 1975.

Le marché américain s'est ressaisi après avoir été durement touché par la crise de 2008.
| 2007 | 2008 | 2009 | 2010 | 2011 | 2012 |
| 16.1 | 13.2 | 10.4 | 13.6 | 12.8 | 14.5 |

C'est en 2012 le deuxième marché automobile mondial derrière la Chine (15,5 millions d'unités en 2012).

## Les ventes desBig Threeen comparaison avec les groupes étrangers

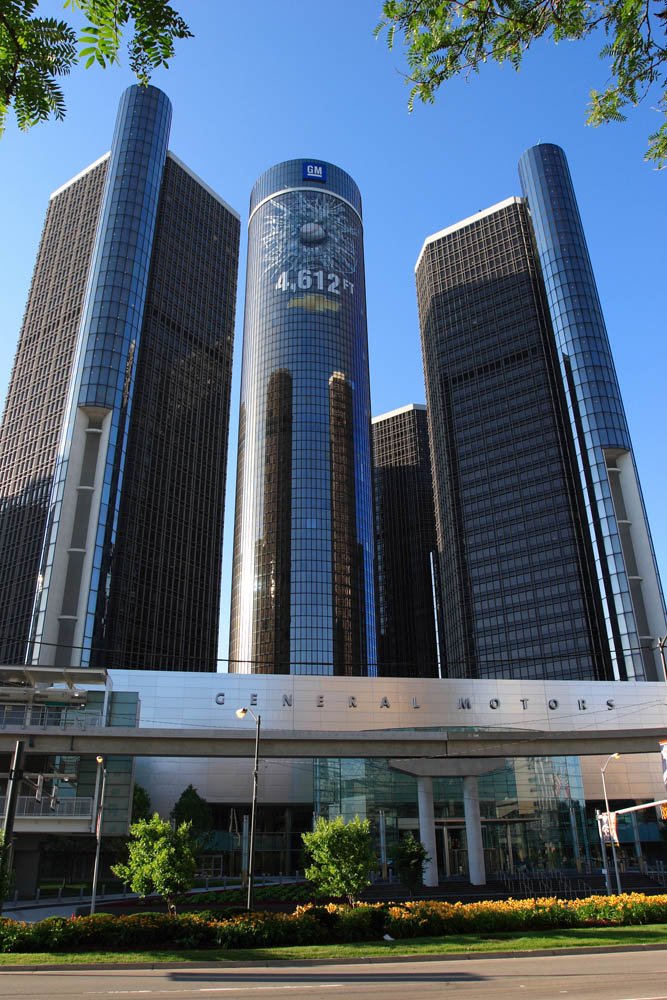
Le siège social de General Motors à Détroit

La place des Big Three sur le marché américain ne cesse toutefois de baisser en proportion aux firmes étrangères (notamment les groupes japonais, dont Toyota), qui produisent de plus en plus sur place (17 usines employant 65 000 salariés). S'ils produisaient 296 000 véhicules aux États-Unis, en 1985, ce chiffre est monté à 3,3 millions en 2007. 63 % des voitures japonaises vendues aux États-Unis sont en 2007 produites sur place, en particulier dans les États de la Black Belt du Sud-Est (Tennessee, Kentucky, Alabama, Carolines du Sud et du Nord, Géorgie, etc.). Ces États du Sud-Est représentent en 2007 15 % de la production américaine.
|              | Constructeur   | 2012   | Premier semestre 2010 | 2007   |
| ------------ | -------------- | ------ | --------------------- | ------ |
| États-Unis   | General Motors | 17,9 % | 18,9 %                | 23,5 % |
| États-Unis   | Ford           | 15,5 % | 17,2 %                | 15,6 % |
| Japon        | Toyota         | 14,4 % | 14,9 %                | 15,9 % |
| États-Unis   | Chrysler       | 11,4 % | 9,2 %                 | 12,6 % |
| Japon        | Honda          | 9,8 %  | 10,4 %                | 9,4 %  |
| Corée du Sud | Hyundai        | 8,7 %  | 7,5 %                 | 4,7 %  |
| Japon        | Nissan         | 7,9 %  | 7,7 %                 | 6,5 %  |
| Allemagne    | Volkswagen     | 4,0 %  |                       |        |

Ainsi, si les Big Three représentaient 65 % des ventes sur le territoire américain en 2000, ils n'en représentent plus que 46,5 % en décembre 2008 et 44,8 % en 2012. Dans le même temps, les groupes japonais représentent en 2008 45 % des ventes et les groupes européens 9 %. Volkswagen dépasse en 2012 son record de 1970 et de ses 570 000 ventes de Coccinelles.
| Pays d'Amérique du Nord | Usines des Big Three en 1980 | Usines des Big Three en 2010 | Usines d'autres constructeurs en 1980 | Usines d'autres constructeurs en 2010 | Total en 1980 | Total en 2010 |
| --- | ---------------------------- | ---------------------------- | ------------------------------------- | ------------------------------------- | ------------- | ------------- |
| États-Unis | 55                           | 24                           | 1                                     | 18                                    | 56            | 42            |
| Canada | 10                           | 5                            | 0                                     | 5                                     | 10            | 10            |
| Mexique | 4                            | 7                            | 2                                     | 3                                     | 6             | 10            |
| Total | 69                           | 36                           | 3                                     | 26                                    | 72            | 62            |
| Ce tableau comprend trois usines qui ont fermé leurs portes (les usines Ford de Saint Paul (Minnesota) le 16 décembre 2011 et St. Thomas (Ontario) le 15 septembre 2011, ainsi que l'usine GM de Shreveport en aout 2012) et deux usines qui ont ouvert en 2011 (VW à Chattanooga et Toyota à Blue Springs dans le comté d'Union (Mississippi)). Le tableau comprend également l'usine de GM de Spring Hill (Tennessee), qui après avoir son activité de montage stoppé entre 2009 et 2011 est en 2015 la plus grande de cette compagnie en Amérique. |                              |                              |                                       |                                       |               |               |

### La crise de 2008 et lesBig Three
À la suite de la crise économique de 2008, General Motors met un terme à ses marques Pontiac, Saturn et Hummer et ne conserve que les marques Chevrolet, Buick, GMC et Cadillac sur le marché américain. De même, Ford met fin à sa marque Mercury pour ne conserver que Ford et Lincoln. Fiat monte a 58,5 % au capital de Chrysler en 2012 et à 100 % le 14 janvier 2014. Chrysler est intégré dans Fiat Auto SpA qui sera renommé FCA - Fiat Chrysler Automobiles.

### Importance économique
Selon le Center for Automotive Research, les Big Three représentent en 2009 trois millions d'emplois directs et indirects aux États-Unis, plus de 150 milliards de dollars de salaires et de cotisations sociales, et 60,1 milliards de dollars de recettes fiscales pour l'État. Dix États (dont la Californie, le Texas, New York ou la Floride) concentreraient les 2/3 des trois millions d'emplois menacés par la crise de ce secteur.
La moitié des emplois automobiles sont dans la « Manufacturing Belt » (devenue « Rust Belt » depuis la désindustrialisation des années Reagan) du nord-est (Michigan, Ohio, Indiana), où sont aussi situés 80 % des usines des grands constructeurs américains. Les constructeurs japonais se sont néanmoins implantés dans le sud-est, zone dont la production représente aujourd'hui 15 % au niveau national. Les salaires y sont plus bas, le taux de syndicalisation plus faible, et le dumping fiscal omniprésent. La forte présence de l'United Auto Workers (UAW), fondé en 1935, avait en effet permis des salaires élevés dans la Manufacturing Belt.
De plus, les Big Three assurent directement la couverture sociale (santé et retraite) de deux millions d'employés ou de retraités.
Malgré l'aide accordée au secteur financier à la suite de la crise des subprimes, les républicains ont rejeté à plusieurs reprises des plans d'aide pour les Big Three,. Un prêt exceptionnel, de 13,4 milliards de dollars, a toutefois été accordé par George W. Bush en décembre 2008, prélevé sur le fonds de sauvetage du système bancaire (le plan Paulson),. De plus, le département de l'Énergie a mis 25 milliards de dollars dans un programme visant à développer les véhicules électriques, et devrait recevoir 2 milliards de plus dans le cadre du soutien aux constructeurs américains.